# Türkmen
Türkmen (ook Türkmenköy of Türkmen Köyü genoemd, het woord köy betekent "dorp") is een dorp in de Turkse provincie Afyonkarahisar. Het ligt op 30 km van de stad Emirdağ, in de buurt van de dorpen Demircili en Güveççi. De economie is gebaseerd op de akkerbouw. Het dorp heeft een basisschool, een postagentschap, drinkwater en riolering, telefoon en internet.
De volgende personen zijn als dorpshoofd (mukhtar) gekozen:
- 1984: Devris Capa
- 1989: Sahin Halac
- 1994: Ebuzer Mese
- 1999: Mustafa Keten
- 2004: Salih Özçelik
- 2014: Mikail Keten
- 2023: Mikail Keten

De bevolkingsontwikkeling van het dorp is weergegeven in onderstaande tabel.
| 1997 | 2000 |
| ---- | ---- |
| 362  | 366  |